# Berghertshooi
Berghertshooi (Hypericum montanum) is een overblijvende plant die behoort tot de hertshooifamilie (Hypericaceae). Het is een plant van vrij droge, kalkrijke grond in loofbossen en struikgewas. De soort komt van nature voor in Europa en de Kaukasus. In Nederland komt de plant voor in Zuid-Limburg, Overijssel en Gelderland. De soort staat op de Nederlandse Rode lijst van planten als zeer zeldzaam en zeer sterk afgenomen.
De plant wordt 30-80 cm hoog. De eironde tot lancetvormige bladeren zijn aan de onderzijde behaard met zeer korte afstaande of aanliggende haartjes. Langs de randen zitten zwarte klierpuntjes en alleen de bovenste bladeren hebben met etherische olie gevulde doorschijnende puntjes.
Berghertshooi bloeit van juni tot september met bleekgele, 1-1,5 cm grote, niet beklierde bloemen. De spitse kelkbladen zijn lancetvormig. De bloemstengel is cilindrisch en meestal niet vertakt.
De vrucht is een driehokkige doosvrucht.

## Namen in andere talen
- Duits: Berg-Johanniskraut
- Engels: Pale St John's-wort, Mountain St John's wort
- Frans: Millepertuis des montagnes